# Národní strana práce (1925)
Národní strana práce  byla tzv. trpasličí politickou stranou, řazenou v dobových statistikách mezi strany socialistické, působící v Československu v letech 1925–1930. Stranu založil v září 1925 Jaroslav Stránský, majitel nejrozšířenějšího moravského deníku Lidové noviny. Vznikla odštěpením opozičního promasarykovského a zejména moravského křídla Československé národní demokracie.
Od září 1925 začal v Praze vycházet jako ústřední orgán nové strany týdeník Národní práce. V 1. čísle Národní práce vyšlo programové prohlášení strany, která své členy chtěla získat především z řad veřejných a soukromých zaměstnanců-inteligence. V roce 1926 přešel tisk s administrací a expedicí do Brna, kde se týdeník až do konce roku 1928 tiskl v tiskárně Lidových novin. Redakce i místo vydání se nacházely nadále v Praze. Josef Bartoš, vydavatel národnědemokratického tisku, začal od listopadu 1926 pro jihlavskou župu vydávat „Jihlavský týden“, který pak vydával župní výbor Národní strany práce. Pro střední Moravu vycházel týdeník „Rozvaha“, redigovaný a vydávaný Zdenou Wolkerovou v Prostějově, na severní Moravě od května 1928 týdeník „Stráž nad Ostravicí“.
Ve volbách v roce 1925 se strana neprosadila, od roku 1926 úzce spolupracovala s Československou stranou národně socialistickou. K významným osobnostem strany patřili Jaroslav Stránský a Jan Herben. Stranu též veřejně podporovali Karel Čapek a Ferdinand Peroutka. Ve volbách do poslanecké sněmovny v říjnu 1929 strana nekandidovala, ale její předseda kandidoval za národní socialisty ve volebním kraji Uherské Hradiště a obdržel poslanecký mandát. Národní strana práce se krátce poté rozhodla provést svou likvidaci a členům doporučila přejít do národně socialistické strany. Během prvního pololetí 1930 zanikly tiskové orgány a nadále vycházely jen Lidové noviny jako nestranný list svého majitele. Strana ukončila svoji činnost v únoru 1930.